# Battir
Battir (također Beiter i službeno Bateer, arapski: بتير) je selo u Betlehemskoj guverniji, na Zapadnoj obali u području Palestinske samouprave, s nešto manje od 4.000 stanovnika. Nalazi se 6,4 km zapadno od Betlehema i jugozapadno od Jeruzalema, na središnjoj visoravni između Nablusa i Hebrona.
Ovaj brdski krajolik sastoji se od niza kultiviranih dolina poznatih kao uidiani (widian) s karakterističnim kamenim terasama, od kojih se neki navodnjavaju za uzgoj voća i povrća, dok su ostale suhe i zasađene vinogradima i maslinicima. Razvoj terasaste poljoprivrede na planinskom području podržava mreža kanala za navodnjavanje koji se pune iz brojnih izvora. Tradicijski sustav distribucije se još uvijek upotrebljava kako bi se voda ravnopravno podijelila mnogim obiteljskim gospodarstvima čiji članovi stanuju u obližnjem selu Battiru. Zbog toga je Battir upisan na UNESCO-ov popis mjesta svjetske baštine u Aziji 2014. god.

## Povijest
Drevni Betar, na čijem mjestu se danas nalazi Battir, bio je židovsko selo i utvrda iz drugog stoljeća i mjesto posljednje bitke proturimskog Bar Kokhba ustanka 135. god. Njegovo povijesno središte Arapi zovu Khirbet el-Yahud („Židovska ruina”). U drevno doba naselje se nalazilo na putu od Jeruzalema do Bet Gubrina. Bio je naseljen tijekom bizantskog i islamskog razdoblja, a prema popisima za osmanskog i britanskog mandata stanovništvo je većinsko muslimansko. Battir se nalazi odmah iznad željezničke pruge Jaffa-Jeruzalem, koja je služila kao linija primirja između Izraela i Jordana od 1949. do Šestodnevnog rata 1967. god., kada ga je osvojio Izrael. 
God. 2007. Battir imao populaciju od oko 4000 stanovnika i bio je pod nadzorom Palestinske nacionalne vlasti.